# 施台生
施台生（1946年—2023年3月29日），台灣政治人物，為外省第二代。曾任台南市議員，後代表中國國民黨在台南市選區當選為第二、三屆立法委員。

## 簡歷
1970年進入營造業工作，1974年起先后经营仁智游览车公司、嘉海船务公司、嘉海卫建设公司和佳海卫企业公司，1990年任台南市房屋仲介商业同业公会总干事。
1973年首次參選臺南市議員落敗，1982年再度参选台南市议员亦落败。1990年三度參選当选台南市议员，并担任国民党台南市议会党团副书记长。
1992年第二屆立委選舉時，由於施台生曾在一清專案受訓的過去引起李元簇質疑，最後由台南市國民黨初選第一名，變成報准參選。1995年12月當選第三届立法委员。 
1993年8月当选国民党第十四届中央委员。 
1998年底第四屆立法委員選舉在同選區競選連任，但未當選。
2001年底第五屆立法委員選舉以無黨籍身分在台北市第一選區參選，但未當選。
2023年3月29日肺癌病逝。。

## 其他
施台生曾入「青帮」、「洪门」。1985年曾因「素行恶劣，逞强恃众，要挟滋事，欺压善良、涉嫌叛乱」被送管训处分二年。被視為具有黑道、金牛形象的立委之一。